# Rolfe Sedan
Rolfe Sedan (20 de janeiro de 1896 – 15 de setembro de 1982) foi um ator norte-americano.
Rolfe Sedan trabalhou no filme por seis décadas, de 1921 a 1979, participou em mais de 300 filmes, entre os quais também são contados inúmeras aparições na televisão.

## Biografia
Nascido Edward Sedan em Nova Iorque, sua mãe era uma designer de moda do teatro de Broadway e seu pai, um maestro da sinfônica. Sedan estreou na Broadway, em 1916 e apareceu em seu primeiro filme para a Metro Pictures Corporation em 1921. Rolfe Sedan permaneceu ativo ao longo de uma carreira que durou mais de seis décadas.

## Morte
Sedan faleceu em 1982, em Pacific Palisades, Califórnia, de problemas cardíacos, aos 86 anos.